# کامیل فلاماریون

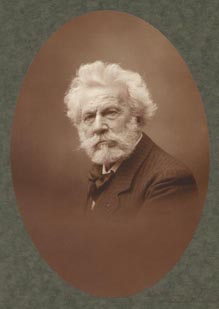
کامیل فلاماریون

کامیل نیکولاس فلاماریون (به انگلیسی: Camille Flammarion) (تولد: ۲۶ فوریه ۱۸۴۲، درگذشت: ۳ ژوئن ۱۹۲۵) منجم و نویسندهٔ فرانسوی بود. وی خالق بیش از پنجاه اثر در حوزه‌های گوناگون مانند نجوم و اسپریتیسم می‌باشد.